# Pekingské jaro
Pekingské jaro  (čínsky 北京之春) se odkazuje na krátké období politické liberalizace v Čínské lidové republice (ČLR), ke kterému došlo od zimy 1978 do jara 1979 po skončení čínské kulturní revoluce. Název je odvozen od Pražského jara, které se odehrálo v Československu o deset let dříve. 

## Dějiny
Mao Ce-tung  a jeho předseda vlády Čou En-laj zemřeli v roce 1976. Během období jejich vlády zahynuly v Číně miliony lidí (podle různých zdrojů mezi 25 až 30 miliony) zejména kvůli politice zvané velký skok vpřed upřednostňující těžká odvětví průmyslu, která měla za následek krizi zemědělství a ničivý hladomor. Během roku 1977 se, aniž by byl určen svými předchůdci, k moci dostal Teng Siao-pching. Rozhodl se změnit ekonomickou politiku a otevřít Čínu kapitalistickému světu. Nicméně přestože dochází k propouštění z vězení, rehabilitacím a návratu vyhoštěných disidentů z venkova do měst, ve vnitřní politice zachoval režim s autoritářskou tendencí. 
V lednu 1979 Ren Wanding představil na Zdi demokracie manifest Deklaraci lidských práv v Číně vyzývající ke svobodným volbám a zrušení korupce a tajné policie, které mu vynesly okamžité uznání. Z tohoto manifestu byla vytvořena Liga pro lidská práva v Číně. Hnutí mělo v Pekingu více než sto členů, ale čínský režim tyto protivníky rychle potlačil. Ren Wanding byl zatčen 4. dubna 1979 před Zdí demokracie. Propuštěn byl v roce 1983. 
Demonstranti z roku 1979 požadovali tzv. pátou modernizaci: nástup demokracie (Teng Siao-pching vyhlásil čtyři reformy v zemědělství, průmyslu, vědě a obraně). Požadavky sepsal na plakát (tzv. plakát psaný tučným písmem) Wej Ťing-šeng, který požadoval i zřeknutí se marxismu ve prospěch demokratického socialismu.  Epicentrem protestů bylo Náměstí Nebeského klidu v srdci čínského hlavního města, které studenti a protestující obsadili téměř na jeden měsíc, než je potlačila armáda. Wej Ťing-šeng byl odsouzen na 15 let vězení za poskytování informací cizinci.
Když přišly z venkova tisíce neorganizovaných rolníků, aby se domáhaly nápravy svých stížností, hrál hlavní roli při koordinaci jejich protestů Fu Yuehua. Obrovské shromáždění v lednu 1979 bylo pravděpodobně největší protestní akcí Pekingského jara. Centrální provoz byl zablokován na více než hodinu. Ještě v lednu byl Fu Yuehua zatčen, v dubnu obviněn a 25. prosince 1979 odsouzen lidovým soudem na dva roky. 
Po pekingském jaru za Tengovy vlády došlo alespoň k jistému změkčení totalitního režimu. Lze kritizovat a přežít. Trestní zákoník z roku 1979 omezuje trest smrti na "strašlivé delikty", obnovuje odvolací právo a odděluje soudné správu od stranických výborů.

### 90. léta 20. století
Fráze „Pekingské jaro“ se také používala během novějšího období politického tání v ČLR od září 1997 do poloviny listopadu 1998. Během tohoto „nového pekingského jara“ čínské úřady do jisté míry uvolnily kontrolu nad politickým vyjadřováním a organizací. Krátkému období liberalizace předcházelo relativně bezproblémové předání Hongkongu Číně a smrt Teng Siao-pching na začátku roku 1997. 
Během tohoto druhého „pekingského jara“ byla některými místními úřady  legálně zaregistrována Čínská demokratická strana. Disident Demokratického hnutí za demokracii Wej Ťing-šeng byl propuštěn a vyhoštěn, Čína podepsala Mezinárodní pakt o občanských a politických právech a  Čínu navštívil prezident USA Bill Clinton a komisařka OSN pro lidská práva Mary Robinsonová. Do konce roku 1998 vláda opět zakročila proti všem vedoucím disidentům. Wej Ťing-šeng byl odsouzen k 15 letům vězení. 